# جسر خليج هانغزو
جسر خليج هانغتشو هو جسر طريق سريع بطول 35.7 كم (22.2 ميل) يتكون من جزأين منفصلين مثبتين بالكابلات، بُني عبر مصب خليج هانغتشو في المنطقة الساحلية الشرقية للصين. يربط الجسر بين بلديتي جياشينغ ونينغبو في مقاطعة تشجيانغ.
تم الانتهاء من بناء الجسر في 14 يونيو 2007، وأُقيم حفل الافتتاح في 26 يونيو 2007. وتم افتتاح الجسر أمام الجمهور في 1 مايو 2008، بعد فترة طويلة من الاختبارات والتقييمات. اختصر الجسر المسافة على الطريق السريع بين نينغبو وشنغهاي من 400 كم (249 ميل) إلى 180 كم (112 ميل)، وقلل وقت السفر من 4 ساعات إلى ساعتين. يُعتبر جسر خليج هانغتشو واحدًا من أطول عشرة جسور عبر المحيطات.

## التاريخ
ظل تشييد جسر خليج هانغتشو موضوع دراسات جدوى استمرّت لأكثر من عشر سنوات قبل الموافقة على الخطة النهائية سنة ٢٠٠٢م. قُدّمت خطة سابقة تهدف إلى بناء الجسر بالقرب من الجهة الشرقية وبالقرب من فم الخليج، مما كان سيقلل من مسافة السفر بين نينغبو وشنغهاي. وفق هذه الخطة، كان من المقرر أن يبدأ الجسر شمالًا من جين شان (Jinshan)، إحدى ضواحي شنغهاي.
لكن حكومة شنغهاي رفضت هذه الخطة وفضلت التركيز على بناء جسر دونغهاي (Donghai Bridge) بطول 32.5 كم (20 ميل) يربط شنغهاي بمينائها الخارجي في يانجشان (Yangshan) عند فم الخليج. وكانت حكومة شنغهاي تسعى لجعل ميناء يانجشان الميناء الرئيسي على الساحل الشرقي للصين، لذا رفضت إقامة جسر عابر للخليج على أراضي هذا الميناء، والذي يسهل الوصول من خلاله إلى ميناء نينغبو في منطقة بيلون (Beilun).
نتيجة لذلك، أُجبرت حكومة مقاطعة تشجيانغ على بناء الجسر في موقع أقرب إلى الغرب، بحيث يكون ضمن أراضيها بالكامل. يربط جسر خليج هانغتشو بين مدينتي شيشي (Cixi)، ذات المستوى المحلي والتي تُعتبر جزءًا من بلدية نينغبو، وهايآن، وهي مدينة تتبع بلدية جياشينغ.
أدى جسر خليج هانغتشو إلى تقصير المسافة بالسيارة بشكل ملحوظ بين نينغبو ومنطقة دلتا نهر اليانغتسئ (Yangtze River Delta)، مما زاد من التنافس بين الميناءين، بيلون ويانجشان.

## الوصف الهيكلي
صُمم جسر خليج هانغزو ليكون على شكل الجسر المدعم بالكابلات، حيث تم إختيار هذا الشكل لتنفيذ المشروع لأن الجسر المدعم بالكابلات يتميز بقوته في تحمل الظروف المعاكسة، لأن الجسر تم بناؤه في منطقة دلتا نهر اليانغتسى التي تواجه أصعب ظروف مد وجزر على الكوكب بأكمله. بالإضافة إلى أن موقع الجسر أيضًا مُعرض للزلازل والرياح الشديدة جدًا خلال موسم الإعصار، ولهذا اُختير هذا الشكل لبناء الجسر فهو يتميز بقوة تحمله لجميع هذه الظروف. فقد    اُختير شكل الجسر والمواد الخام المستخدمة في بنائه ليتحمل الظروف القاسية التي سيتعرض لها.
تستخدم كثير من الجسور ركائز خرسانية لتدعيم سطح الجسر في حين يستخدم جسر خليج هانغزو ركائز فولاذية وليست خرسانية، حيث قام إختيار الركائز الفولاذية على حقيقة أن هذه الخوازيق أقوى بكثير ضد التآكل من الركائز الخرسانية، نظرًا لظروف المد والجزر العصيبة التي سيتعرض لها الجسر بسبب الخليج. وقد ساعد أيضًا إستخدام الركائز الفولاذية بدلاً من الخرسانية كثيرًا في تقوية الجسر وتثبيته خاصةً في ظروف العمل القاسية التي قد يتعرض لها. فليس غريباً أن ترى موجات في الخليج يصل طولها إلى 25 قدمًا. ويستحيل في مثل هذه الظروف أن يتم إنشاء الجسر دون اللجوء إلى بعض أدوات البناء والتقنيات الحديثة. فقد تم إستخدام رافعتي ونش أثناء البناء: إحداهما ترفع 2200 طن، والأخرى ترفع 3000 طن، وقد تم إستخدام هاتين الرافعتين اللتين يستخدمان في الأعمال الشاقة في نقل عوارض ضخمة من الساحل إلى الجزء من الجسر الذي سيتم رفعهم فيه ووضعهم في مكانهم، وقد تم نقل الركائز الفولاذية أيضًا بهاتين الرافعتين.
يمكن إتباع مسار الأحمال على هذا البناء بسهولة إلى حد ما، حيث يعد حمل الجاذبية على الجسر وأحمال أخرى على سطح الجسر مثل السيارات الأسهل إتباعاً وهذا يمكن شرحه بإستفاضة في قسم الكفاءة لأنه القسم الفني الإنشائي، حيث أنه يصعب قراءة الأحمال على الجسر بسبب ظروف المد والجزر القاسية، ولكن هذه الأحمال يتم حسابها مسبقاً. تدعم الركائز الفولاذية البناء ليقاوم مخاطر المد والجزر، حيث يتم مدها عميقاً في قاع البحر لتقليل العزم عليها. ويؤدي تقليل العزم أو القوة التي تسبب إنحناء الركائز إلى تثبيت الركائز وإستقامة الجسر. حيث يتميز الفولاذ بمقاومته الشديدة للتآكل، لذا يعتبر من أفضل المواد التي يمكن إستخدامها في عمل الركائز.
عند النظر إلى الحمل الذي تسببه الرياح على الجسر، لابد من تحليل الجزء الأهم بالنسبة لهذا الحمل ألا وهو الإمتدادات الرئيسية. حيث يتسبب القصر النسبي للإمتدادين الرئيسيين في تخفيف حمل الرياح على الجسر ويصبح هذا الحمل أمرًا بسيطًا، وتم الإعداد لمواجهة حمل الرياح أيضًا عن طريق الإنحناء الخارجي للأبراج التي تدعم كابلات الشد. يعد جوستاف إيفل (Gustav Eiffel) أول من إستخدم نظرية توسيع قاع البرج في تشييد برج إيفل (Eiffel Tower). حيث يعد الشكل المنحني وسيلة جيدة جدًا لتحويل الحمل الذي تسببه الرياح إلى مُدعم من المُدعمات الرئيسية للبناء.

## التحديات التي واجهت الجسر
نظرًا للتحديات الكثيرة التي يواجهها الجسر، قضى 600 خبير تقريبًا ما يقارب من عشر سنوات في تصميمه، وحتى بعد إنتهاء العشر سنوات التي تم قضاؤها في التصميم والتخطيط وعمل الدراسات الخاصة بالجسر، فقد ظهرت تحديات أخرى كان أولها مشكلة تكوين الجسر بعيدًا عن مكانه وكان الحل أن يتم إكمال أجزاء عديدة من الجسر على اليابس ونقلها إلى المنطقة التي يجب بنائها فيها. كانت الدعامات والعوارض الصندوقية (ألواح الجسر) وحتى أساسات الجسر من المكونات التي تم بناؤها بهذه الطريقة.

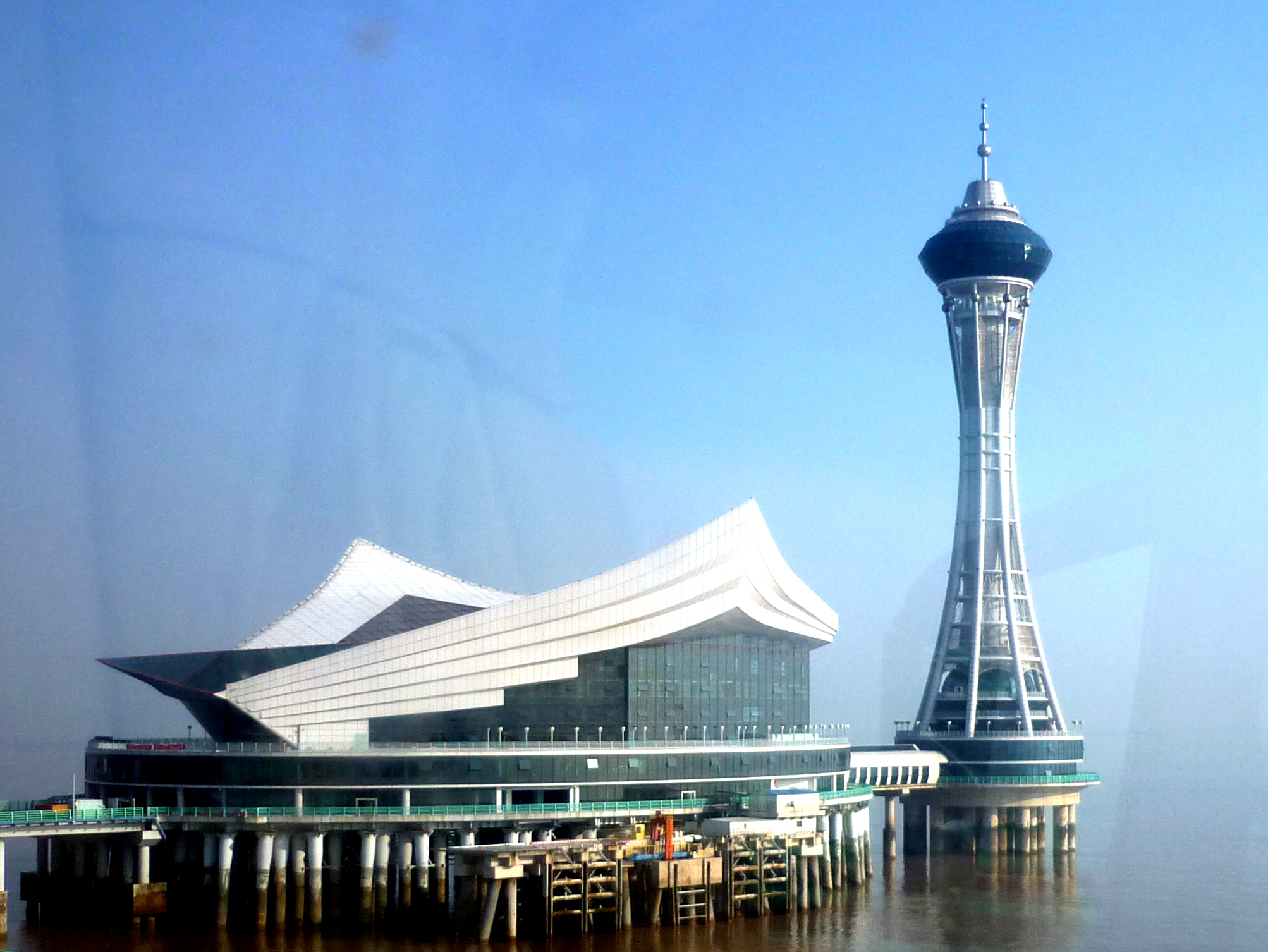
مركز خدمة جسر خليج هانغزو

وكان الطقس في هذه المنطقة من التحديات الأخرى التي واجهت البناء. قال وانج يونج (Wang Yong): المدير المسؤول عن تنفيذ بناء الجسر العابر للمحيط، جسر خليج هانغزو أن الجسر تم بنائه في «أكثر بيئة بحرية معقدة في العالم، فهو معرض لواحدة من أكبر ثلاثة نوبات مد وجزر في الكرة الأرضية، بالإضافة إلى تأثير الأعاصير ومحتويات تربة البحر القاسية». وكانت المشكلة الكبرى أيضًا هي مشكلة إمكانية حدوث تآكل للمواد الخام أو تشقق مكونات الخرسانة أو حدوث فقاعات بها. وإستخدم المهندسون عوارض مغطاة بالقماش حول الخرسانة لمكافحة الفقاعات والفجوات الناتجة عنها. مما قد يحسن لون وكثافة القطع الخرسانية، عن طريق إضافة لمحة جمالية عليها وجعلها أكثر ثباتًا. ولتقليل التشقق، إستخدم المهندسون تكنولوجيا الإمتداد السريع والقوة المنخفضة عند بناء عوارض الصندوق. تقوم هذه التكنولوجيا على صب العارض وتركه يتجمد لمدة لا تزيد عن ثلاثة أيام، ثم كبسه قبل أن يصل إلى كثافته الكاملة. يعمل هذا على إعطاء العارض مساحة أكبر للتمدد بعد بناء الجسر، ويمنع التشقق الذي قد يصيب الخرسانة مع مرور الوقت.
يتمثل التحدي الثالث الذي واجه المُصممين والمهندسين في إكتشاف منطقة غاز ميثان سام تبعد تقريبًا 50 مترًا تحت الأرض أسفل موقع الجسر. فلا يمكن إستكمال الحفر قبل تخفيف ضغط الغاز أولاً. ولفعل هذا، تم إدخال مواسير فولاذية قياس قطرها 60 سنتيمتر في الأرض قبل الحفر بستة أشهر لتقوم بإخراج الغاز ببطء.

## مركز الخدمة
تم بناء مركز خدمة مساحته 10٬000 متر مربع في وسط الجسر يسمى الأرض بين البحر والسماء (بالصينية: 海天一洲, بينيين: Hǎitiān Yīzhōu)، يحتوي هذا المركز على إستراحة ومطعم ومحطة بنزين وفندق وغرفة إجتماعات وبرج يطل على البحر تم بناؤه ليكون مصدر جذب للسياح ليستطيعوا من خلاله مشاهدة المد والجزر. مركز الخدمة مبني على جزيرة تعتبر إستراحة قائمة على عواميد حتى لا تمنع مجرى البحر من الوصول إلى الخليج. تعرض مركز الخدمة لحريق أدى إلى تدميره جزئيًا في 23 مارس 2010، ولكن تم فتحه مرة أخرى للسياح في 19 ديسمبر 2010.

## وصلات خارجية
- Hangzhou Bay Bridge, official website
- Hangzhou Bay Trans-oceanic Bridge
- جسر خليج هانغزو  على موقع ستركتر

- Hangzhou Bay Bridge at جوجل إيرث
- Satellite Photo, from خرائط جوجل